# Turmhügel Der Tempel
Der Turmhügel Der Tempel ist eine abgegangene mittelalterliche Turmhügelburg (Motte) am alten Mühlengraben etwa 150 Meter südwestlich der Kirche in Marktleuthen im Landkreis Wunsiedel im Fichtelgebirge in Bayern.
Der vielleicht sogar hochmittelalterliche Turmhügel, der sogenannte „Tempel“, erhob sich über den ehemaligen Mühlgraben und das einstige Überschwemmungsgebiet der Eger. 1811 wurde auf dem Turmhügel ein Wohnhaus (heute als "Tempel" bezeichnete) erbaut, das den großen Brand von 1843 unbeschädigt überstand und zählt damit zu den ältesten Gebäuden in Marktleuthen. Bis vor wenigen Jahren lebte und arbeitete hier noch der „Tempels-Schreiner“.